# Тарталья, Никколо
Никколо́ Тарта́лья (итал. Niccolò Tartaglia, 1499—1557) — итальянский математик-самоучка, педагог, инженер фортификационных сооружений.

## Биография

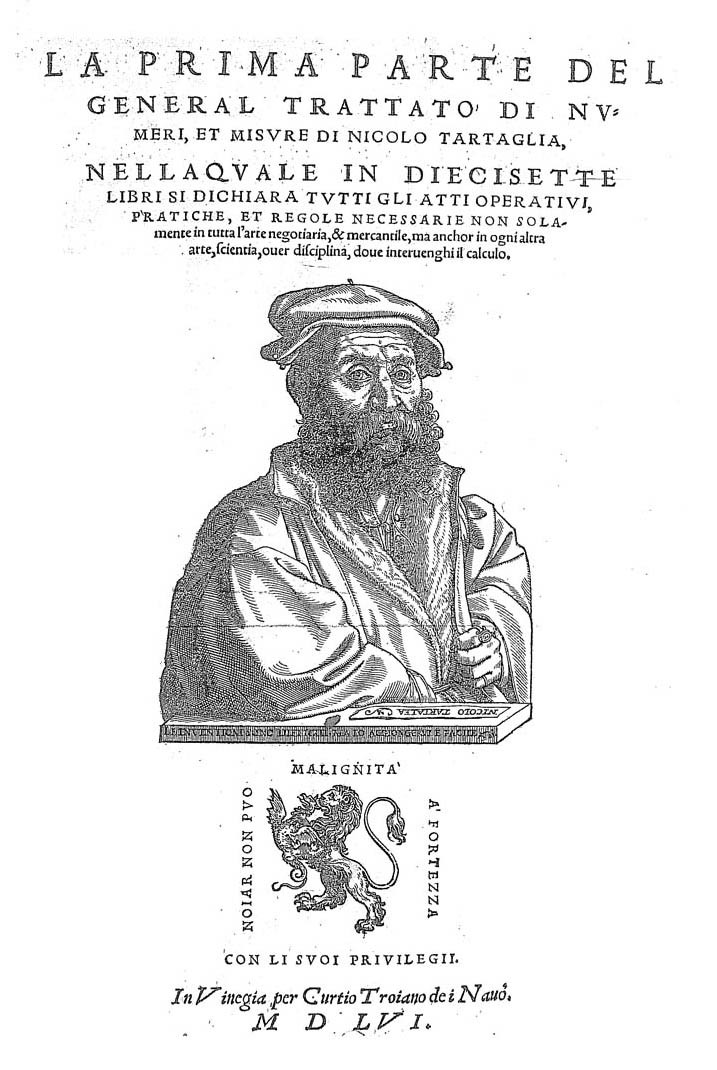
General trattato de' numeri et misure, 1556

Родился в городе Брешиа. Настоящая фамилия — Фонтана (Fontana), так как изначально Тарталья (в пер. "заика") было прозвищем. Точная дата рождения неизвестна, в некоторых источниках указывается 1500 и 1501 годы
Отца своего, конного почтальона, он звал по имени Микелетто (Micheletto). В 1506 году отец погиб от руки грабителя.
В 1512 году (по другим сведениям около 1500), во время взятия Брешии французами, когда он с матерью спасался в соборе, французский солдат нанёс ему удар саблей в нижнюю часть лица (или язык), вследствие которой стал косноязычным. Всю жизнь он носил бороду, чтобы скрыть шрам. Поэтому товарищи прозвали его «заикой» (tartaglia) и прозвище это сделалось его фамилией.
В возрасте 14 лет он был отдан в обучение публичному писцу, но так как мать его не могла  платить учителю, то Тарталья вынужден был оставить обучение в самом начале. Обладая большой настойчивостью и терпением, он научился читать сам. Пристрастившись к математике и самостоятельно овладев ей, он сдал квалификационный экзамен и стал сам преподавать другим, а впоследствии стал известным математиком своего времени. Преподавал в университетах Вероны, Брешии и Венеции.
В 1534 году Тарталья получил вызов на состязание учёных от ученика профессора из Болоньи Сципиона дель Ферро — Антонио Фиоре. Готовясь к поединку, Тарталья за несколько дней нашёл способ решения уравнения третьей степени. Решив за два часа все предложенные ему задачи он убедительно выиграл соревнование.
После конфликта с Кардано и проигрыша поединка его ученику Феррари (1548), авторитет Тартальи сильно уменьшился. Последние годы он занимался переводами Архимеда и Евклида на итальянский язык.
Учеником Тартальи был другой выдающийся учёный эпохи Возрождения — Джамбатиста Бенедетти.

## Научная деятельность
В оставленных Тартальей сочинениях он рассматривает не только вопросы математики, но и некоторые вопросы практической механики, баллистики и топографии. Так, в первом из его сочинений, «Nuova scienza» (1537), он впервые рассматривает вопрос о траектории выпущенного снаряда, причём утверждает, что траектория эта на всём её протяжении есть кривая линия, между тем как до него учили, что траектория снаряда состоит из двух прямых, соединённых кривой линией; тут же он показывает, что наибольшая дальность полёта соответствует углу в 45°; кроме того, в этой книге рассматриваются различные вопросы об измерении поверхности полей и впервые описывается использование изобретённого математиком артиллерийского квадранта.
Вместе с вопросами артиллерии Тарталья занимался также и вопросами укрепления городов и фортификацией вообще и в сочинении «Quesiti et invenzioni diverse» (1546) он предлагает даже особую систему фронта, по начертанию схожего с тенальным; он трактует также о топографической съёмке с помощью буссоли и излагает историю открытия им решения кубических уравнений. В сочинениях «La travagliata invenzione» и «Ragionamenti sopra la Travagliata invenzione» (оба 1551 года) говорится о разных изобретениях автора, которые он приписывает себе, но все они уже изложены в 1550 г. в книге Кардано «De subtilitate» и принадлежат последнему.
Наиболее обширное сочинение автора называется «Generale trattato de numeri e misure» (1556—1560); в нём подробно рассматриваются многие вопросы арифметики, алгебры и геометрии.
По словам Тартальи, он самостоятельно открыл общий алгоритм решения кубических уравнений, несколько ранее найденный Сципионом дель Ферро. В 1539 году Тарталья передал описание этого метода Дж. Кардано, который поклялся не публиковать его без разрешения Тартальи. Несмотря на обещание, в 1545 году Кардано опубликовал этот алгоритм в работе «Великое искусство», и по этой причине метод вошёл в историю математики как «формула Кардано».
Вопрос о том, действительно ли Тарталья независимо открыл метод дель Ферро, неоднократно обсуждался. Высказывалось предположение, что на самом деле Тарталья каким-то образом получил доступ к записям дель Ферро. В качестве косвенных доказательств этой гипотезы историки ссылались на то, что других серьёзных математических достижений у Тартальи не было. Однако прямых свидетельств в пользу указанного предположения найти не удалось.

## Отзывы современников

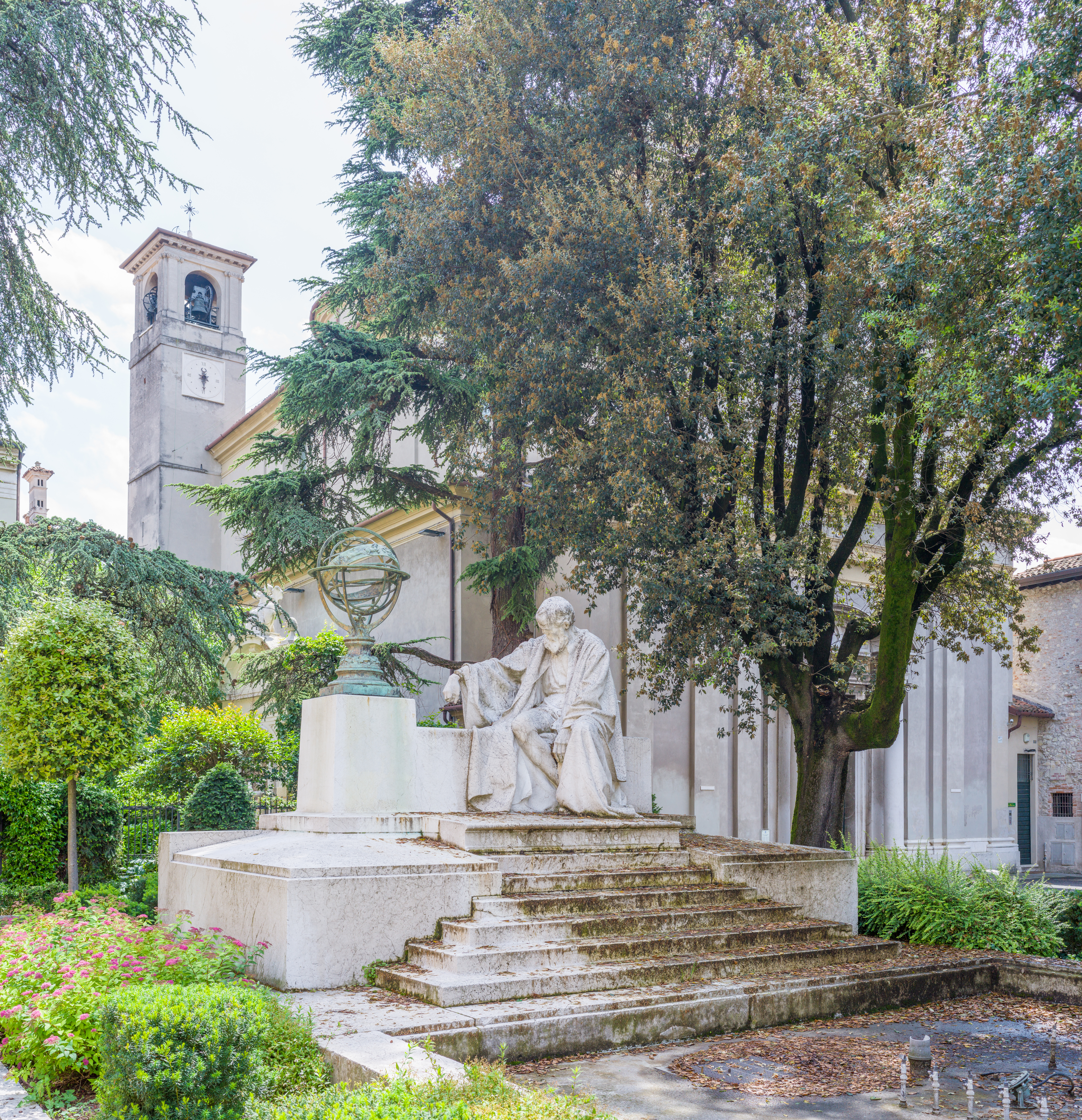
Памятник Тарталье в Брешии, виа Триесте

Этот человек по натуре своей был так склонен говорить только дурное, что, даже хуля кого-нибудь, считал, что дает ему лестный отзыв— Бомбелли (цит. по книге С. Г. Гиндикин Рассказы о физиках и математиках. М. Наука, 1981)